# Symphyllia recta
Symphyllia recta là một loài san hô trong họ Mussidae. Loài này được Dana mô tả khoa học năm 1846.